# Strychnos xinguensis
Strychnos xinguensis är en tvåhjärtbladig växtart som beskrevs av Krukoff. Strychnos xinguensis ingår i släktet Strychnos och familjen Loganiaceae. Inga underarter finns listade i Catalogue of Life.